# Arroba
Arroba är en ort i Spanien.   Den ligger i provinsen Provincia de Ciudad Real och regionen Kastilien-La Mancha, i den centrala delen av landet, 160 km sydväst om huvudstaden Madrid. Arroba ligger 622 meter över havet och antalet invånare är 563.
Terrängen runt Arroba är huvudsakligen kuperad, men åt nordväst är den platt. Runt Arroba är det mycket glesbefolkat, med 7 invånare per kvadratkilometer. Närmaste större samhälle är Puebla de Don Rodrigo, 10,0 km sydväst om Arroba. 